# یوهان بالمر
یوهان یاکوب بالمر (به آلمانی: Johann Jakob Balmer) (زادهٔ ۱ مهٔ ۱۸۲۵ – درگذشتهٔ ۱۲ مارس ۱۸۹۸) ریاضی‌دان و فیزیک‌دان اهل سوئیس بود.
دلیل شهرت وی محاسبهٔ کاملاً نظریِ خطوط طیفیِ هیدروژن بود. او به این نتیجه رسید که بین طول موج خطوط طیفیِ هیدروژن رابطه‌ای نظری برقرار است؛ بدین صورت که:
{\displaystyle \lambda \ ={\frac {hm^{2}}{m^{2}-n^{2}}}}
که n = ۲، h = ۳٫۶۴۵۶‎×۱۰−۷ m, و m = ۳، ۴، ۵، ۶، و بیشتر هستند.

## افتخارات
- خطوط بالمر و سری بالمر به افتخار وی نامگذاری شده‌اند.
- دهانه‌ای در کُرهٔ ماه به افتخار وی به نام دهانهٔ بالمر نامیده شده‌است.